# Acaimo
Acaimo foi um rei (mencey) guanche que reinou na menceyato de Tacoronte em Tenerife (Ilhas Canárias). Junto com Beneharo, ele se opôs à conquista espanhola.
Acaimo era filho do primeiro Mencey de Tacoronte, chamado Rumen por Juan Núñez de la Peña, que, durante a divisão da ilha após a morte de seu pai Tinerfe o Grande, no final do século XIV, levou este território.
Durante a conquista, Acaimo juntou-se com Bencomo para repelir a invasão, participando ativamente em confrontos subsequentes, alguns dos quais tinham estado no seu território (como a matanza de Acentejo). Finalmente, na primavera de 1496, após derrotas consecutivas, Acaimo entregue a Alonso Fernández de Lugo durante a Paz de Los Realejos. Pouco depois ele foi trazido para a Península Ibérica pelo conquistador e seis menceyes e foi apresentado na corte dos Reis Católicos.
Acredita-se que poderia ser tomado como um escravo e dado pelos Reis Católicos para a República de Veneza em 1496.